# Große Rote Bisamspitzmaus

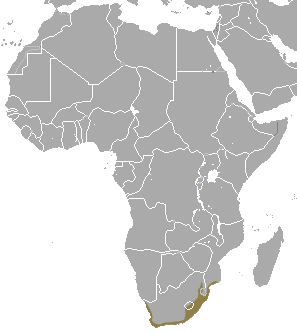
Verbreitungsgebiet der Großen Roten Bisamspitzmaus (hell oliv)

Die Große Rote Bisamspitzmaus (Crocidura flavescens) oder Afrikanische Riesenspitzmaus ist ein Säugetier in der Gattung der Weißzahnspitzmäuse, das im Süden Afrikas vorkommt.

## Merkmale
Die Art erreicht eine Kopf-Rumpf-Länge von 81 bis 117 mm, eine Schwanzlänge von 36 bis 59 mm sowie ein Gewicht von 20 bis 40 g. Es kommen 13 bis 16 mm lange Hinterfüße und 9 bis 11 mm lange Ohren vor. Trotz des deutschen Namens ist das Fell der Oberseite eher rehbraun bis zimtfarben. Es wird aus Haaren gebildet mit grauer Basis, hellem Mittelteil und brauner Spitze. Die Haare der Unterseite sind dunkelgrau an der Basis und hellgelb bis weiß an der Spitze, was in einer hellgrauen bis gelbgrauen Fellfarbe resultiert. Die Grenze zwischen beiden Farbbereichen ist oft markant. Der Schwanz ist ähnlich gefärbt und nur leicht mit Haaren bedeckt. Diese Spitzmaus hat einen schmalen Kopf mit spitzer Schnauze, kleinen Augen und abgerundeten Ohren. An Händen und Füßen sind fünf Finger bzw. Zehen vorhanden.

## Verbreitung
Das Verbreitungsgebiet liegt in küstennahen und östlichen Regionen Südafrikas, sowie im Süden Mosambiks, in Lesotho und in Eswatini. Die Art hält sich vorwiegend in der Nähe von Wasser sowie in regenreichen Gebieten auf. Sie kann in Küstenwäldern, in Savannen und anderen Grasländern, in der Landschaft Fynbos, auf Brachflächen oder in urbanisierten Bereichen angetroffen werden. Die Große Rote Bisamspitzmaus erreicht in Gebirgen 1500 Meter Höhe.

## Lebensweise
Diese Spitzmaus ist vorwiegend dämmerungs- oder nachtaktiv. Die Individuen leben außerhalb der Paarungszeit allein und markieren ihr Revier mit Sekret der Analdrüsen sowie mit Kot, die einen eindringlichen Gestank verbreiten. Vermutlich überlappen sich die Territorien verschiedener Geschlechter. Die Art gräbt gelegentlich Erdlöcher als Unterschlupf und besucht häufig Gärten oder Gebäude. Sie kann auf Mauern und Felsen klettern, vermeidet jedoch höheren Bewuchs. Bei ungünstigen Außenbedingungen kann ein spontaner Torpor auftreten, wie es auch von eurasischen Spitzmäusen bekannt ist.
Als Nahrung dienen vorwiegend wirbellose Tiere, wie Schnecken, Regenwürmer und Insekten, mit einem Komplement aus kleinen Reptilien und Nagetieren sowie selten Kadaver. Ein Exemplar in Gefangenschaft tötete und fraß eine Puffotter (Bitis arietans). Für die Große Rote Bisamspitzmaus sind auch Koprophagie und Kannibalismus dokumentiert.
Das Weibchen baut vor der Geburt der Jungtiere, während der Fortpflanzungszeit zwischen August und April, ein Nest aus Pflanzenteilen auf einem Grashügel oder in einer Felsspalte. Nach einer Trächtigkeit von 28 bis 36 Tagen werden nackte und blinde Jungtiere geboren. Ein Wurf besteht meist aus vier Jungtieren und gelegentlich aus sieben Nachkommen. Diese werden von der Mutter in der ersten Woche im Maul getragen. Später wandert die Familie in dem für viele Spitzmäuse typischen Gänsemarsch, wobei sich die Tiere am Schwanz des Vorgängers festhalten. Die Jungtiere werden 18 bis 22 Tage gesäugt. Sie erreichen die Geschlechtsreife nach zwei bis drei Monaten.
Zu den Fressfeinden der Art zählen Eulen, Marder und Mangusten. Sie wird manchmal von Hauskatzen getötet, die jedoch den Kadaver verschmähen. In der Natur erreicht die Große Rote Bisamspitzmaus ein Alter von 14 bis 18 Monaten. Einzelne Exemplare in Gefangenschaft wurden 2,5 Jahre alt.
Diese Spitzmaus kommuniziert mit verschieden piependen und zwitschernden Lauten, die teilweise im Ultraschallbereich liegen. Eine Verwendung dieser Töne zur Echoortung ist jedoch nicht bekannt.

## Status
Für den Bestand dieser Art sind keine nennenswerten Bedrohungen bekannt. Sie wird von der IUCN als nicht gefährdet (Least Concern) gelistet.

## Belege
1. ↑  Don E. Wilson, DeeAnn M. Reeder (Hrsg.): Mammal Species of the World. A taxonomic and geographic Reference. 3. Auflage. 2 Bände. Johns Hopkins University Press, Baltimore MD 2005, ISBN 0-8018-8221-4 (englisch, Crocidura flavescens).
2. 1 2 3 4 5 6  Jonathan Kingdon, David Happold, Michael Hoffmann, Thomas Butynski, Meredith Happold, Jan Kalina (Hrsg.): Mammals of Africa, Volume III. A&C Black, 2013, ISBN 978-1-4081-2257-0, S. 76–77, Crocidura flavescens
3. 1 2 3  Crocidura flavescens in der Roten Liste gefährdeter Arten der IUCN 2016. Eingestellt von: Cassola, F., 2016. Abgerufen am 26. Januar 2017.
4. 1 2 3 4 5 6  Apps, Peter (Hrsg.): Smither's Mammals of Southern Africa. Struik, 2008, ISBN 1-86872-550-2, S. 31–32 (englisch, Crocidura flavescens).
5. ↑  Rod M. Baxter: Evidence for spontaneous torpor in Crocidura flavescens. Acta Theriologica 41, 1996, S. 327–330